# Daniel Mayer-Zajíc
Daniel Mayer-Zajíc, narozený jako Daniel Mayer, křtěný Daniel Florián (24. dubna 1885 Lovosice – 14. listopadu 1914 Barcelona) byl český malíř.

## Život
Narodil se v Lovosicích v početné rodině obchodníka s obilím Daniela Mayera a jeho ženy Johany, roz. Zajícové. Od mládí byl vychováván svou matkou Johanou, nadanou hudebnicí, k lásce k umění a hudbě. Jeho mladší bratr Jan, byl později architektem, žákem prof. J. Kotěry. Daniel v mládí často pobýval v Libochovicích u svého dědečka, kupce Daniela Mayera, který zachránil pozůstalost J. E. Purkyně.
Po absolvování základního a patrně i středního vzdělání studoval malířství na Umělecko-průmyslové škole v Praze u prof. J. Schikanedra. V roce 1908 si v Praze na Letné zařídil atelier, v němž se scházeli tehdejší pražští malíři a literáti. Kolem malíře Daniela Mayera se vytvořila skupinka několika žáků Umělecko-průmyslové školy, kteří vyznávali duchovní romantismus a nazývali se „Mayer-klub“. Za svůj vzor měli mystiky, sochaře Františka Bílka a malíře Felixe Jeneweina. Ke skupině patřili např. Augusta Nekolová-Jarešová, M. Klusáčková, M. Vařechová a několik dalších. Mayer si záhy připojil druhé jméno "Zajíc", jednak na památku své matky a jednak proto, aby se odlišil od několika současných výtvarníků téhož jména. Byl po řadu předválečných let předsedou Výtvarného odboru Umělecké besedy a stal se brzy oblíbeným umělcem, jeho obrazů se však mnoho nedochovalo.
Těsně před vypuknutím první světové války odjel do Paříže, aby zkonfrontoval svou tvorbu s cizinou a poučil se o nových trendech v malířství. Nestačil se ale včas vrátit do vlasti a jakožto cizinec, příslušník nepřátelského Rakousko-Uherského císařství, byl v roce 1914 internován v zajateckém táboře. Následně byl převezen do Katalánska, kde dne 14. listopadu 1914 v Barceloně na následky internace a tyfu[nepřesný odkaz] zemřel.

## Výstavy

### Společné
- 1915 – Posmrtná výstava Daniela Mayera, rozšířená o dřevoryty F. Bílka, kresby V. Morstadta, sbírku starých rytin z majetku UB, Obecní dům, Praha
- 1942 – Opuštěná paleta, Topičův salon, Praha
- 1988–89 – Umělecká beseda k 125. výročí založení, Mánes, Praha
- 2011–12 – Výstava Mayer–klubu, Galerie moderního umění v Hradci Králové

## Obrazy v majetku českých galerií
- Severočeská galerie výtvarného umění v Litoměřicích[7]
  - Portrét matky (kolem 1910)
  - Autoportrét (kolem 1900)
- Oblastní galerie Liberec[7]
  - Rozkvetlý strom (kolem 1907)
  - Daleká cesta – marné volání (kolem 1910)
- Národní galerie v Praze
  - Chalupa (olej, plátno)
  - Hlava ženy (olej, plátno)
  - Studie k Máchovy (tužka, papír)
  - Mořské pobřeží (akvarel - tužka, papír)

## Galerie

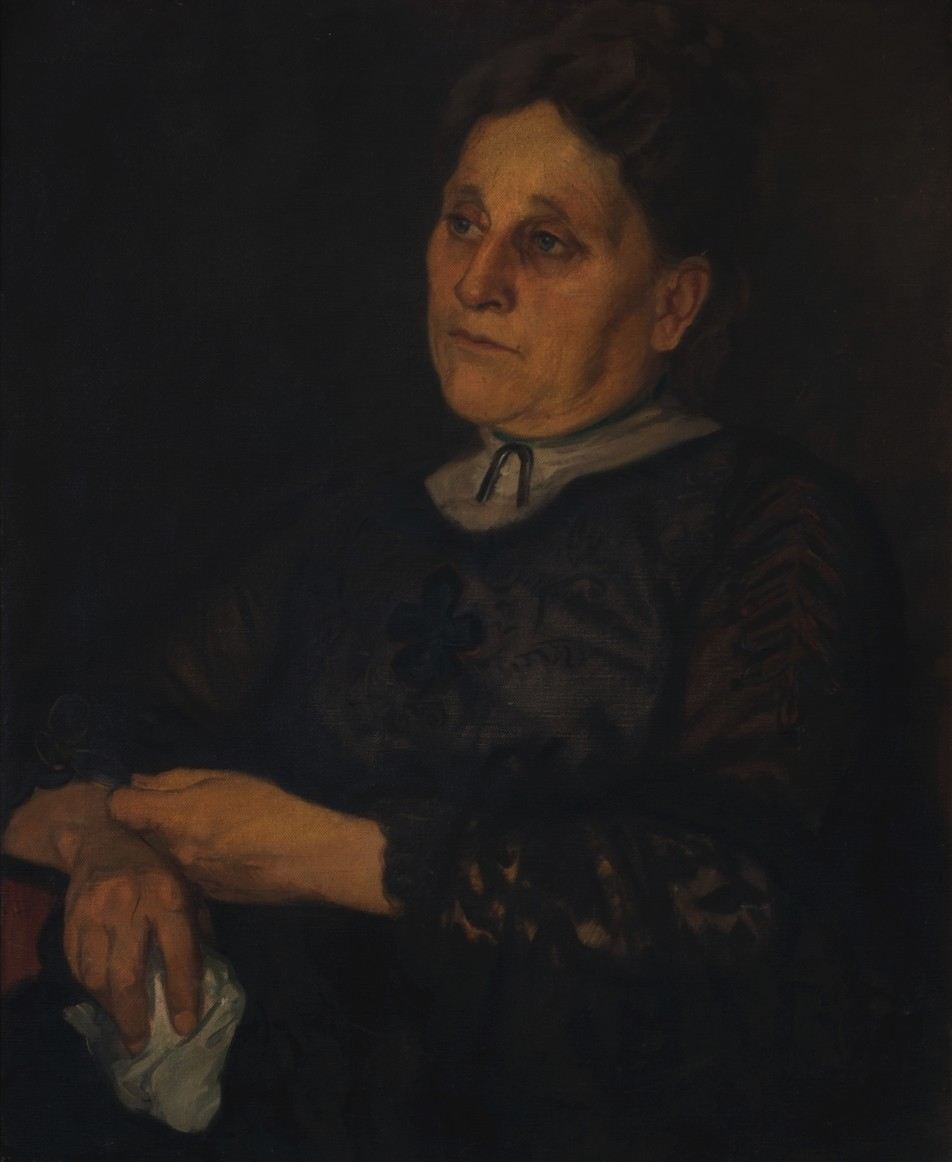
Portrét matky (1910), sbírka Severočeské galerie výtvarného umění v Litoměřicích
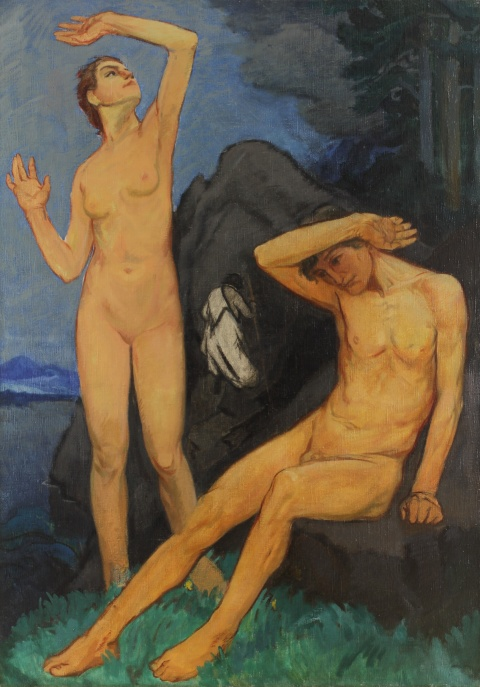
Daleká cesta – marné volání (kolem 1910), sbírka Oblastní galerie Liberec
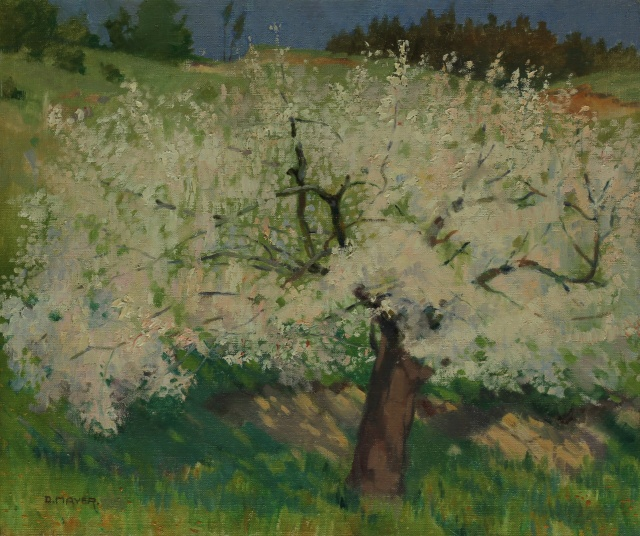
Rozkvetlý strom (kolem 1907), sbírka Oblastní galerie Liberec
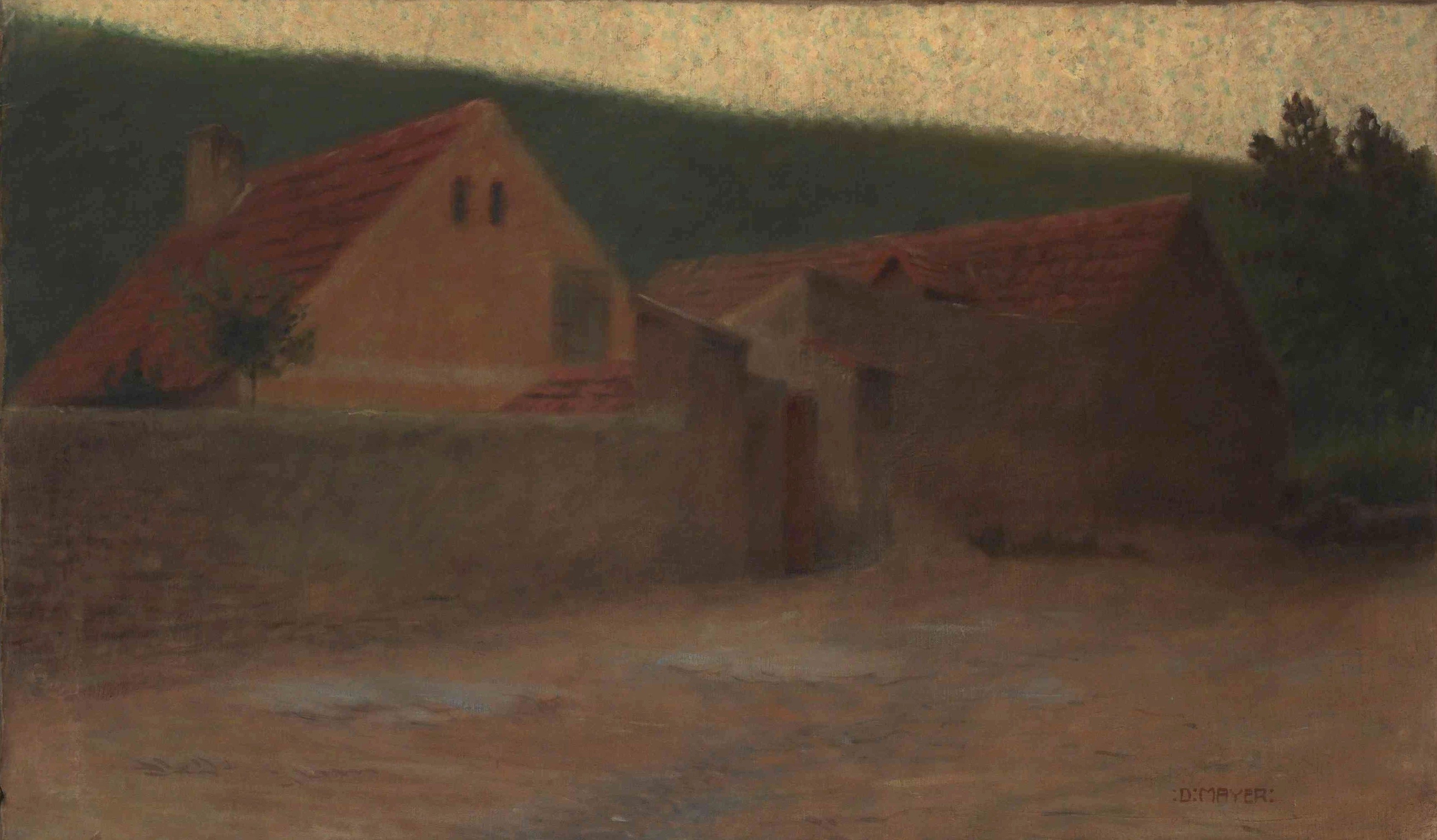
Chalupa (olej, plátno), sbírka Národní galerie v Praze
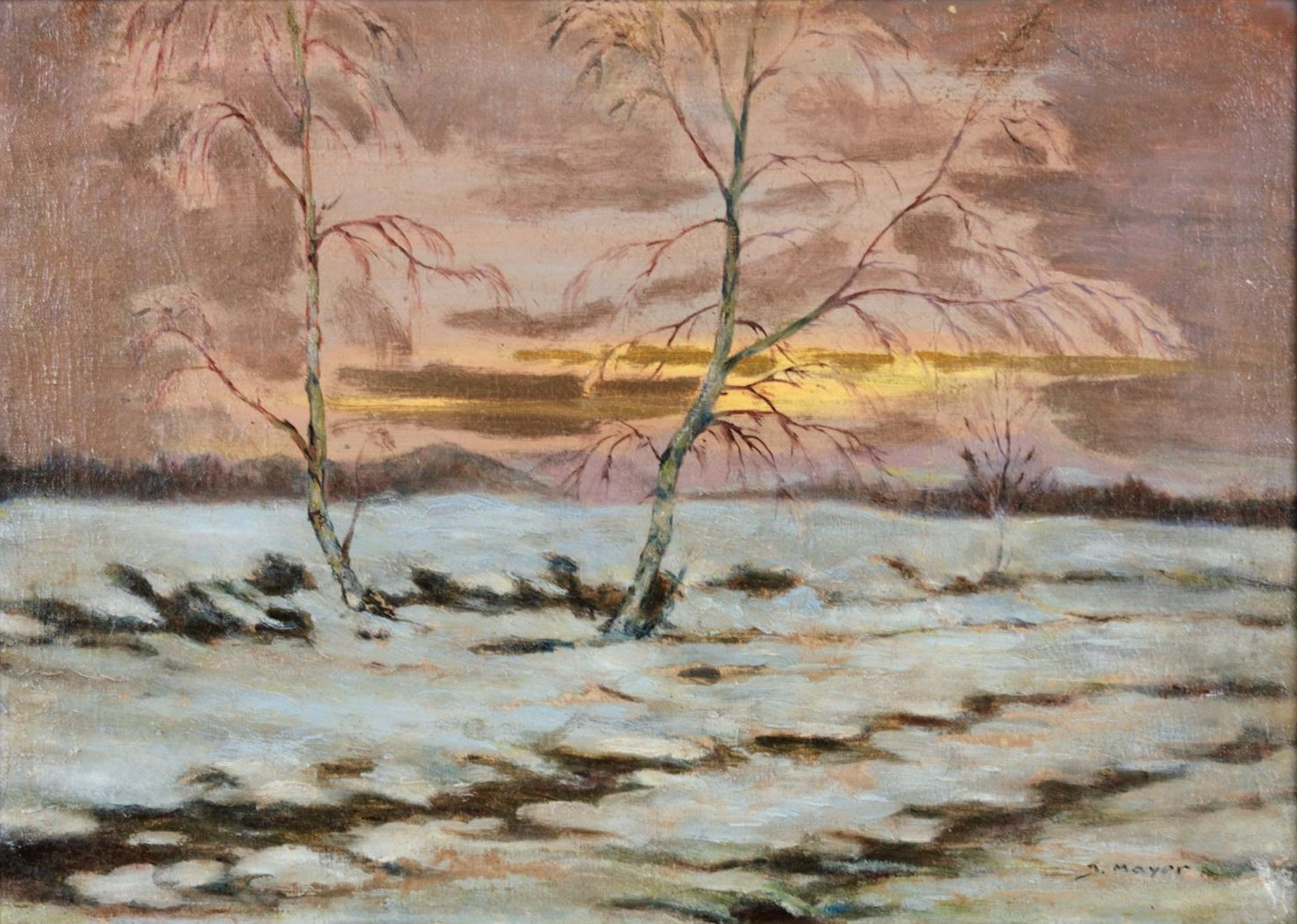
Zimní krajina